# Дитрих V фон Лимбург-Бройч
Дитрих V (III) фон Лимбург-Бройч (на немски: Dietrich V (III) von Limburg-Broich) от род Изенберг (странична линия на графовете от Берг-Алтена) е граф на Лимбург (1400 – 1412) и господар на Бройч (Бройх в Мюлхайм) (1400 – 1439) и на Фитингхоф в Есен.

## Биография
Роден е през 1387 година във Фитингхоф в Есен. Той е вторият син на Дитрих IV фон Лимбург-Бройч (II) († 1400) и Лукардис фон Бройч († 1412), дъщеря на Дитрих V (III) фон Бройч († 1372) и Катарина фон Щайнфурт († сл. 1384). По-големият му брат е граф Вилхелм I (1385 – 1459).
През края на 1396 г. херцог Вилхелм II фон Берг сключва договор с Дитрих V фон Лимбург, брат му Вилхелм I и баща му Дитрих IV, с който те се задължават да помагат на херцога в предстоящата война с граф Дитрих II фон Марк. В битката при Клеверхам на 7 юни 1397 г. баща му губи и е пленен, освободен е срещу голяма сума. През 1400 г., след смъртта на баща му, той заедно с брат му Вилхелм, наследява графството Лимбург, господството Бройч и къщата Фитингхоф. На 16 ноември 1401 г. двамата получават Лимбург и Бройч от херцог Вилхелм II фон Берг.
Двамата братя разделят наследството на 4 декември 1412 г. Вилхелм трябва веднага да управлява сам графството Лимбург, неговата част от господството Бройч получава съпругата му Мехтхилд като вдовишка резиденция.
На 21 февруари 1430 г. Дитрих е направен от херцог Адолф II фон Клеве-Марк на амтман над Кирхшпил Мюлхайм.
След като балдъзата му Метца умира през 1437 г., брат му Вилхелм се отказва напълно от Бройч в полза на Дитрих. Същата година Дитрих, заедно със сина му Дитрих VI, има военен конфликт с херцог Адолф I фон Юлих и Берг, през 1438 г. с Кьолнския архиепископ Дитрих II фон Мьорс и 1439 г. с херцога на Клеве Адолф II, при които всеки път също е нападан и обсаждан двореца Бройч. Херцог Адолф фон Клеве-Марк взема на Дитрих даренията на 9 юни 1439 г. и ги дава на сина му Хайнрих с изискването да не допуска повече баща си в двореца.
Дитрих умира на 16 януари 1444 г.

## Фамилия
Дитрих III се жени на 3 февруари 1415 г. за Хенрика фон Виш († сл. 1459), дъщеря на Хайнрих II фон Виш († 13871391) и Катарина фон Бронкхорст († сл. 1420). Те имат осем деца:
- Вилхелм II (* пр. 1437; † 14 септември 1473), граф на Лимбург (1459 – 1473), господар на Бройх (1446 – 1473), женен на 2 август 1463 г. за Юта фон Рункел († сл. 1471), дъщеря на граф Дитрих IV фон Вид-Рункел († 1462) и Анастасия фон Изенбург († 1429)
- Хайнрих (* пр. 1437; † 23 юли 1486), женен за Ирмгард фон Бьомелбург (* пр. 1450; † 6 юни 1482)
- Дитрих VI (* пр. 1439; † 22 март 1478)
- Еберхард († 23 април 1452)
- Йохан († ок. 13 декември 1465), пропст на Верден, има два сина
- Лукард/Лудгард († 24 февруари 1472), омъжена между 1 януари и 20 октомври 1444 г. за Крахт Щеке-Майдерих, граф на Дортмунд, наследствен фогт на Релингхаузен († 1461/1463)
- Агнес (* пр. 1444; † 1478/1484/1493), омъжена между 4 март и 21 март 1448 г. за граф Вилхелм I фон Лимбург-Щирум (* ок. 1420; † 28 февруари 1459), син на Еберхард фон Лимбург-Щирум
- Катарина († 1472)